# Insalata russa (film)
Insalata russa (in russo Окно в Париж?, Okno v Pariž) è un film del 1994 diretto da Jurij Mamin.
In Russia ha riscosso un grande successo di pubblico.

## Trama
San Pietroburgo, anni '90: Nikolaj è un insegnante di musica in una scuola elementare, tanto benvoluto dagli allievi, quanto malsopportato dai colleghi e superiori, per via dei suoi metodi di insegnamento alquanto fantasiosi e fuori dagli schemi. Messosi alla ricerca di un posto in cui abitare, Nikolaj finisce per trovare una stanza in un appartamento collettivo, occupato da personaggi stravaganti ancor più di lui; durante una notte, dopo aver brindato tutti insieme, 
scoprono, dentro l'armadio della sala, una porta mai vista prima che conduce al di fuori dell'appartamento; incuriositi, gli inquilini varcano l'uscio ed escono all'esterno, facendo un'incredibile scoperta: la porta li ha condotti magicamente a Parigi. Davanti ai loro occhi si aprono così alcune importanti opportunità, impraticabili nella degradata San Pietroburgo in cui vivono; c'è chi incomincia a vendere oggetti russi, chi si dedica alla pesca sulla Senna, chi invece comincia a rubare. Nikolaj si mette all'opera per esprimere il suo talento musicale, facendo la conoscenza di una ragazza parigina. Ma il varco magico non ha una durata illimitata e si chiuderà nel giro di due settimane; per alcuni di loro si prospetta una dura scelta: rimanere nell'accogliente e ricca Parigi, oppure ritornare nella madre Russia per contribuire alla sua rinascita?

## Distribuzione

### Titoli con cui è stato distribuito
- Okno v Pariž, Russia (titolo originale)
- Salades russes, Francia (titolo alternativo)
- Window to Paris, Usa
- Das Fenster nach Paris, Germania
- Salada Russa em Paris, Brasile

### Edizione italiana
L'edizione italiana è a cura della CDL di Roma, su dialoghi di Elisabetta Bucciarelli e direzione del doppiaggio di Rodolfo Bianchi, assistito da Nicoletta Negri.

## Critica
- In altalena tra il vaudeville e il teatro dell'assurdo, impregnato di luoghi comuni, è una divertente insalata russa in maionese francese, con accenni di critica sociale. Commento del dizionario Morandini che assegna al film due stelle e mezzo su cinque di giudizio.[2]
- Una allegra commedia sulla scoperta, in chiave fantastica, dell'Europa occidentale da parte di un russo. Originale e divertente. Commento del dizionario Farinotti che assegna al film tre stelle su cinque di giudizio[1]